# Haplochromis empodisma
Haplochromis empodisma är en fiskart som beskrevs av Greenwood, 1960. Haplochromis empodisma ingår i släktet Haplochromis och familjen Cichlidae. IUCN kategoriserar arten globalt som otillräckligt studerad. Inga underarter finns listade i Catalogue of Life.